# Fisica per il sistema terra e per il mezzo circumterrestre
La fisica per il sistema terra e per il mezzo circumterrestre è la disciplina che, nell'ambito generale della fisica, si concentra sulla definizione e sul perfezionamento delle metodologie fisiche e fisico-matematiche volte allo studio della Terra solida, della Terra fluida e delle loro interazioni dinamiche, compresi i processi fisici di diffusione e di turbolenza. Si occupa inoltre del mezzo circumterrestre (incluse l'atmosfera e la magnetosfera) e delle interazioni tra sistema Terra e sistema solare.

## Competenze
La disciplina comprende le competenze necessarie per la progettazione, per lo sviluppo e per il perfezionamento delle strumentazioni che si utilizzano per le indagini sui macrosistemi terrestri e circumterrestri.
Rientrano nella disciplina anche le competenze relative al perfezionamento e allo sviluppo delle metodiche di raccolta, di trattazione e di specifica interpretazione dei dati e della loro descrizione teorico-matematica.

## Classificazione
Nell'ordinamento universitario italiano la fisica per il sistema terra e per il mezzo circumterrestre corrisponde al settore scientifico-disciplinare FIS/06, inserito nel settore concorsuale 02/C1 – Astronomia, astrofisica, fisica della terra e dei pianeti. Questo fa parte a sua volta del macrosettore concorsuale 02/C, di uguale denominazione, incluso nell'area disciplinare 02 – Scienze fisiche.